# Unión Atlético Alto Apure
El Unión Atlético Alto Apure, es una divisa del fútbol venezolano que representa a la ciudad de Guasdualito y que nació por iniciativa de un grupo de dirigentes y deportistas de la comunidad Alto Apureña con el firme objetivo y voluntad inquebrantable de materializar la formación y desarrollo de la disciplina del fútbol y así contribuir de forma directa y protagónica con el bienestar social de la comunidad del Alto Apure. Se inscribieron en la asociaciòn apureña de fútbol, y el 21 de junio de 2011. se constituyen como Asociación Civil.

## Historia
Debutan en la Tercera División, en la segunda fase de la temporada 2011-12, al entrar en el grupo de nuevos equipos que disputaron el torneo de Tercera División 2012, para luchar su permanencia en los torneos federados. Juegan el Grupo Occidental 1, y obtienen el segundo lugar, tras acumular 21 puntos de 30 posibles. Suman seis victorias, tres empates y una derrota, marcando 16 goles y recibiendo 9 en contra.
En la temporada 2012/13 de la Tercera División, juegan en el grupo Occidental 1, y ganan el boleto al Torneo de Promoción y Permanencia a la Segunda División, tras ubicarse como el mejor tercero de los 3 grupos de 6 equipos. Allí, tras debutar en Mérida ante ULA FC, y obtener un empate a 3 goles; recorrieron un difícil camino antes fuertes rivales, pero logran un respetable sexto lugar tras acumular 12 puntos, tras conseguir 2 victorias y 6 empates, y quedando con un gol average positivo, al marcar 19 goles y recibir 17 (+2).
La Tercera División Venezolana 2013/14 comenzó con el Apertura 2013, donde el equipo apureño tomó parte del Grupo Occidental II, donde su rendimiento fue bastante irregular, culminando en la tercera casilla de cuatro equipos, sumando 13 unidades, quedando apeado de competir por el ascenso a la Segunda División en el siguiente torneo de la temporada. Tras una considerable cantidad de cambios dirigenciales, el equipo toma parte del Grupo Occidental I en el Clausura 2014, donde culminaron líderes de grupo con un total de 23 puntos, manteniendo el invicto durante buena parte del torneo, un semestre exitoso donde pudo volver a mostrarse en su mejor forma en cuanto a rendimiento futbolístico.

## Datos del club
- Temporadas en 1.ª División: 0
- Temporadas en 2.ª División: 0
- Temporadas en 3.ª División: 3 (2012-2013/14)